# Louis Feldmann
Pour les articles homonymes, voir Feldmann.
Louis Feldmann (né le 12 juin 1856 à Itzehoe, mort le 28 mars 1928 à Düsseldorf) est un peintre allemand.

## Biographie
Après l'abitur à Münster, Louis Feldmann étudie de 1877 à 1891 (interrompu par le service militaire de 1878 à 1880) à l'académie des beaux-arts de Düsseldorf sous la direction d'Eduard Gebhardt. Après avoir terminé ses études, il part en voyage d'études aux Pays-Bas, en Belgique, en Grande-Bretagne et en Italie en 1890-1891.

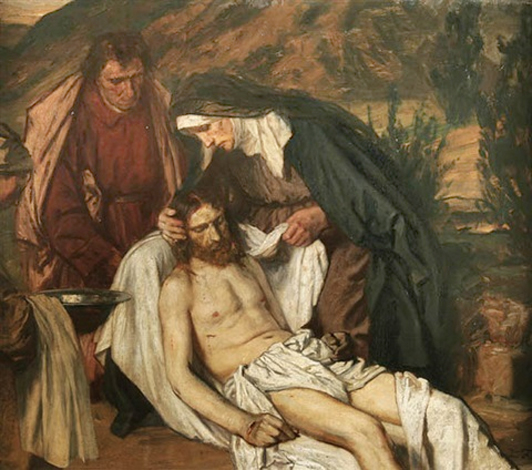
Pietà

Feldmann est membre de Malkasten en 1889. Ses œuvres sont presque exclusivement consacrées à des thèmes religieux.
Il participe notamment à la Grande exposition d'art de Berlin de 1893 à 1898.
Louis Feldmann épouse Therese Mooren (1864-1920) en 1888. Le mariage donne naissance à 4 enfants.